# 핵소체
인(仁, 영어: nucleolus) 또는 핵소체(核小體)는 세포소기관의 하나인 세포핵 내부에 있는 또 다른 소기관이다. 대부분의 식물 및 동물 세포가 하나 혹은 그 이상의 핵소체를 지니고 있다. 세포핵 내부의 핵질로부터 핵소체 내부를 구분 짓는 막은 따로 존재하지는 않는다. 핵소체는 단백질과 RNA로 구성되어 있으며, 리보솜 RNA 등의 핵산 역시 지니고 있다. 이는 핵소체에서 리보솜을 만들고 성숙시키기 때문이다. 리보솜 생산 외의 다른 기능 역시 존재하는 것으로 생각된다.
핵소체는 크게 세 영역으로 구분된다. 섬유질로 된 중심, 밀집된 섬유 부분, 그리고 낱알 부분이다. 이렇게 영역이 구분되는 것은 rRNA 합성 때문이다. rRNA 유전자를 생성하기위한 염색체가 핵소체의 가장 중심 부분에 모여있으면서 rRNA 유전자를 전사한다. 그러므로, 핵소체는 기본적으로 rRNA를 구성하는 염색체 집합체와, 전사되고 있는 섬유형태의 rRNA, 그리고 전사에 필요한 기타 단백질로 구성되는 것이다.
rRNA가 합성된 후, rRNA 분자는 단백질과 함께 리보솜을 형성하며, 이는 핵공을 통해 세포질으로 빠져나간다.
핵소체는 세포 번식시에는 사라진다. 이 때에는 리보솜이 필요없기 때문이다. 세포가 형성이 끝나고, 염색체가 핵으로 이동을 끝내고 나면 그제서야 핵소체는 다시 형성된다.